# 日経ウィークリー
日経ウィークリー（英文日経、英語：THE NIKKEI WEEKLY）は、日本経済新聞社が発行していた英字週刊新聞。

## 概要
1963年1月に前身の「JAPAN ECONOMIC JOURNAL」として発行して以来、原則毎週月曜日の発行で、日本経済新聞と関連紙に掲載されたその週の経済ニュースの中から特に重要なテーマを選んで解説していた。2003年以降はタブロイド判（一般紙のブランケット判の半分）のサイズにて発行していた。1991年、日経ウィークリーに改称。
また、2003年から毎週木曜22:30から23:00にラジオ日経第1放送で「英語で知ろうビジネスの世界 Let's Read The Nikkei Weekly」がグレゴリー・クラーク（経済学者）のディスクジョッキーで放送され、この番組で当新聞に掲載されている重要な経済関連記事を題材にした英語講座が行われていた。
2013年に「Nikkei Asian Review」に統合し、インターネット媒体（パソコン通信、携帯電話＜含・スマートフォン＞、タブレットPC）と新聞媒体を一体化したアジアの経済に特化した経済専門のサイト・新聞にリニューアルされ、日経ウィークリーは2013年9月30日付で廃刊した。しかし後継のNikkei Asian Reviewも、2020年にNikkei Asiaに名称変更し、2024年には紙版での発行を終了した。